# 自然语言
自然语言（英語：Natural language）通常是指一种自然地随文化演化的语言。汉语、英语、法語、西班牙語、葡萄牙文、日语、韓語、義大利文、德文为自然语言的例子。而世界语则为人工语言，即是一种由人特意为某些特定目的而创造的语言。
不过，有时所有人类使用的语言（包括上述自然地随文化演化的语言，以及人工语言）都会被视为“自然”语言，以相对于如编程语言等为计算机而设的“人造”语言。这一种用法可见于自然语言处理一词中。自然语言是人类交流和思维的主要工具。

## 參看
- 语言列表
- 计算机语言